# فابيانو ألفيس
فابيانو ألفيس هو لاعب كرة قدم برازيلي في مركز الوسط، ولد في 1 ديسمبر 1994 في ساو فيليب في البرازيل. لعب مع نادي بوا إيسبورت.

## وصلات خارجية
- فابيانو ألفيس على موقع قاعدة بيانات كرة القدم.إي يو (الإنجليزية)
- فابيانو ألفيس على موقع Soccerway.com (الإنجليزية)
- فابيانو ألفيس على موقع عالم كرة القدم.نت (الإنجليزية)